# Sisa Tibor
Sisa Tibor (Salgótarján, 1960. december 1. –) több diplomával rendelkező és 3 nyelven beszélő magyar labdarúgóedző. Korábban mind a Budapest Honvéddal (2003–2004), mind az FC Tatabányával (2004–2005) bajnoki címet nyert az NB II-ben. A feljutó Tatabánya csapatával a 2005–2006-os bajnokságban 5. helyezést ért el az NB I-ben. Ezen felül a Tatabányával felállított egy új 18 mérkőzésen keresztüli veretlenségi klubrekordot. A Hivatásos Labdarúgó Liga szavazatai alapján 2005-ben az év edzője szavazásán 3. helyet szerzett.

## Pályafutása
A magyar U19-es labdarúgó-válogatottat kivezette a csehországi, 2008-as U19-es labdarúgó-Európa-bajnokságra, 11 évvel azután, hogy legutóbb kijutott a csapat a kontinenstornára. Sisa Tibor irányításával a válogatott bronzérmet szerzett, ami azt jelentette, hogy ekkora siker már 24 éve nem volt a labdarúgásunkban. Emellett kijuttatta a magyar U19-es válogatottat az egyiptomi U20-as világbajnokságra. Ezzel azon kevés magyar edzők közé sorolható aki világbajnokságra kivezetett csapatunkat.
2008 októberétől 2009 januárjáig a Diósgyőri VTK vezetőedzője volt 107 napig ahol 11 hivatalos mérkőzésen (bajnoki illetve liga-kupa) egy vereséget szenvedett mindössze. A DVTK szurkolótábora az egyik legnagyobb és legszenvedélyesebb tábor, akik pedig ha valakit elfogadnak, megszeretnek, ahhoz ragaszkodnak. Így fordulhatott elő vele, ami Magyarországon kevés edzővel, hogy a csapat ellehetetlenedése utáni felmondását követően a játékosok és a város vezetői mellett a szurkolók is meglátogatták otthonában. Jelezték, örülnének, ha felmondását megváltoztatná, illetve megköszönték eddigi munkáját a csapatnál. Ez évben, 2008-ban az újságírók szavazatai alapján az év labdarúgó edzője lett.
2009. február 25-én a Budapest Honvéddal kötött vezetőedzői szerződést, amely 2010. június 30-ig szólt.  A csapattal Magyar Kupát nyert 2009-ben. A szerződését nem töltötte ki, 2009 októberében már távozott a csapattól. Nem túl hosszú Honvéd edzősége ellenére a csapatával ez időben Magyar Kupa arany-, Ligakupa bronz-, Magyar Szuperkupa ezüstérmet szerzett.
Következő megbízatására 2010 júniusától, Prukner László helyett lett a Kaposvári Rákóczi FC vezetőedzője lett. 2010–2011-es szezonban az őszi idény végén a 3. helyen állt a csapata, ezzel új rekordot állított fel, mivel még a Rákóczi FC ilyen eredményt sosem produkált fennállása óta. Az újságírók szavazatai alapján Sisa Tibor 2010-ben az év edzője választáson 3. helyezést ért el.
A szezon végére a mindenki által kiesésre várt, legkisebb költségvetésű Kaposvár a 7. helyre futott be, mely fennállásának 2. legjobb eredménye. A Magyar Kupában pedig a legjobb négy közé jutott, amellyel szintén beállította történetének legjobb eredményét. Ezen eredmények után Sisa Tibor edzői munkáját szakmai körökben is nagyra értékelték. Az év edzője választáson 2011-ben 2. helyezést ért el.
A következő szezonban a Rákóczi legjobb játékosait kivásárolták, ők pedig csak alacsonyabb osztályból tudtak erősíteni, főleg NB III-ból. Ennek ellenére Sisa Tibor a csapatot a bravúros 10. helyre vezényelte. Ezek után a nézők internetes szavazatai alapján második helyen végzett az edzők rangsorában. Lejáró szerződését Tréner vagy Tanár úr becenévre hallgató Sisa Tibor nem kívánta meghosszabbítani, bár marasztalták. Szép szavakkal és sikeresen búcsúzott.
2012. június 14-én kétéves szerződést kötött a DVTK-val, amelyet így már másodszor irányíthat.
Később, a Budapest Honvéd FC elleni Magyar Kupa meccs után felajánlotta lemondását, amit elfogadott a klub vezetősége.
DVTK kispadján összes bajnoki szereplését nézve 20 mérkőzésen 8 győzelem 6 döntetlen 6 vereséggel, a legsikeresebb Diósgyőri edző mely 50%-os teljesítmény. Mégis a távozás mellett döntött.
2013-ban elfogadta a Gyirmót FC Győr ajánlatát mellyel az első évben harmadik helyezésig jutott. A második évben 2014-15-ös évadban pedig az egycsoportos NB II-ben fennállásának egyik legjobb eredményét érte el, a Magyar-Kupában való nyolc közé jutással, valamint a bajnokságban 21 mérkőzésig tartó veretlenségi sorozatával. Ezzel pedig az NB I-ben még sosem szereplő csapatával a feljutást érte volna el, ha 16 csapat marad az NB I-ben, vagy legalább 14. De a 12-es NB I-es létszám létrehozásával lemaradt az egyesület végül is a feljutásról. Az Egyesült Arab Emírségekben vállalt munkát a régió egyik legjobb akadémiáján, mint szakmai igazgató. Onnan a Magyar Labdarúgó Szövetség hívta haza az Edzőképző Központ igazgató helyettesének, emellett egyetemi tanárként dolgozik és az UEFA Jira-panel tagja. Több labdarúgó szakkönyv szerzője.

## Sikerei, díjai
- Kuvait, Al-Sahel:
  - Másodosztályú bajnoki aranyérmes: 1995-1996
- Budapest Honvéd:
  - Másodosztályú magyar bajnoki aranyérmes: 2003-2004
  - Magyar Kupa-második helyezés 2004
- FC Tatabánya:
  - Másodosztályú magyar bajnoki aranyérmes: 2005-2006
  - NB I 5. helyezés, újonc csapatként: 2006-2007
- Magyar U19-es labdarúgó-válogatott:
  - U19-es labdarúgó-Európa-bajnokság bronzérmese: U20-as Egyiptomi világbajnokságra kijutás 2008[4]
- Év edzője labdarúgásból: 2008[6]
- Budapest Honvéd:
  - Magyar Kupa győztes: 2009
  - Ligakupa 3. helyezés: 2009[10]
  - Szuperkupa 2. helyezés: 2009[11]
- Klubcsapatot két alkalommal juttatott ki nemzetközi porondra
- Magyar ifjúsági válogatottat háromszor segített Európa-bajnoki döntőre és egyszer világbajnokságra
- Magyar Labdarúgásért Érdemérem ezüstfokozata: 2009[23]
- Magyar Aranylabda díj, legjobb edző 3. helyezés: 2010[13]
- Puskás Ferenc díj, legjobb edző 2. helyezés: 2011[15]

## Kötetei
- Válasz. A labdarúgás belülről; Szabó Rita, s.l., 2015
- Döntésképesség és kreativitás fejlesztése a labdarúgásban I.; szerzői, Ipolytarnóc, 2018
- Döntésképesség és kreativitás fejlesztése a labdarúgásban II. Jelrendszer a labdarúgásban; szerzői, Ipolytarnóc, 2019